# Maurice Joseph Sullivan
Maurice Joseph Sullivan (* 7. Dezember 1884 in San Rafael, Kalifornien; † 9. August 1953 in Reno, Nevada) war ein US-amerikanischer Politiker der Demokratischen Partei.
Maurice Sullivan besuchte das Sacred Heart College in San Francisco. Während des Ersten Weltkrieges war er als Adjutant General von Nevada oberster Kommandant der staatlichen Militäreinheiten. Von 1922 bis 1932 diente er dann noch in der US Army und stieg bis zum Colonel auf. Überdies war er in Carson City als Rechtsanwalt tätig.
Er bekleidete das Amt als Vizegouverneurs von Nevada und damit das zweithöchste Amt des Bundesstaates von 1915 bis 1927 und erneut von 1939 bis 1943. Dann wurde er 1943 als Repräsentant des 1. Kongresswahlbezirks von Nevada in den US-Kongress gewählt. Nach zwei Jahren bewarb er sich um die erneute Nominierung seiner Partei, unterlag aber dabei Berkeley L. Bunker. Sullivan arbeitete danach bis zu seinem Tod am 9. August 1953 wieder als Anwalt in Reno. Er wurde auf dem Mater Dolorosa Cemetery beigesetzt.